# Pestalozzistraße (Linz)
Die Pestalozzistraße ist eine Straße in der oberösterreichischen Landeshauptstadt Linz. Sie befindet sich in der Katastralgemeinde Kleinmünchen (Statistischer Bezirk Kleinmünchen-Auwiesen) und wurde nach dem Schweizer Pädagogen Johann Heinrich Pestalozzi (1746–1827) benannt.

## Geschichte
Die Pestalozzistraße hieß auf Grund des hier gelegenen Friedhofs der ehemalig selbständigen Gemeinde Kleinmünchen Friedhofstraße (heute Urnenhain Kleinmünchen). Im Jahr 1929 wurde die Straße nach dem sozialdemokratischen Schriftsteller Alfons Petzold (1882–1923) in  Alfons-Petzold-Straße umbenannt. Nach den Februarkämpfen 1934 wurde die Straße von Vertretern des Ständestaates in Pestalozzistraße umbenannt.

## Lage und Charakteristik
Die Pestalozzistraße zweigt von der Höniggasse im Norden in Südsüdöstliche Richtung ab und mündet im Süden in die Denkstraße ein. Die rund 1.300 Meter lange Straße zweigte ursprünglich von der rund 130 Meter weiter nördlich gelegenen Salzburger Straße ab. Zum Schutz des Grundwassers wurde diese jedoch um 1980 beiderseits mit Betonwänden versehen und die Verbindung zur Pestalozzistraße gekappt. Heute ist die Fläche zwischen Salzburger Straße und Höniggasse bewaldet. Der Verlauf der Pestalozzistraße ist im nördlichen Bereich stark durch die Lage im Wasserwald geprägt, wobei sich hier angrenzend große Waldflächen und der „Seniorenpark“ befinden. Hier wurden in den letzten Jahrzehnten auch mehrere Gebäude von der Stadt Linz aufgekauft und abgebrochen. Entlang des südlichen Straßenverlaufs finden sich die Anlagen zweier Sportvereine sowie das Kinderfreibad Pestalozzistraße.

## Gebäude

### Urnenhain Kleinmünchen

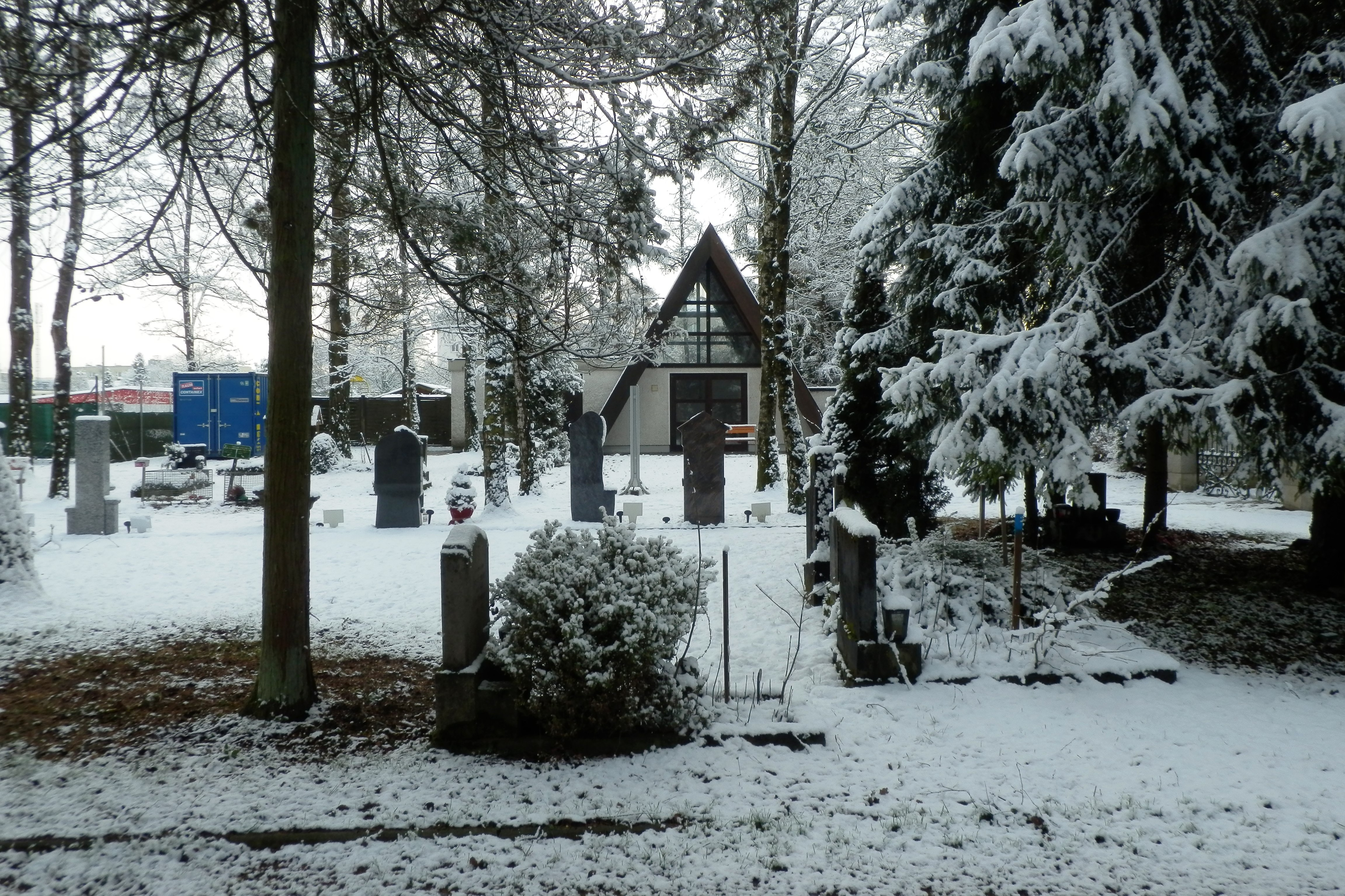
Urnenhain Kleinmünchen

Der Urnenhain wurde Anfang des 19. Jahrhunderts als Friedhof der Gemeinde Kleinmünchen eröffnet und verfügt über ein rechteckiges Areal von rund 9000 m² sowie eine Aufbahrungshalle. Der heutige Urnenhain wird von der Linz AG betrieben und vom Stadtfriedhof Linz/St. Martin aus betreut.

### Nr. 79 ASKÖ Linz-Kleinmünchen
Neben dem Urnenhain Kleinmünchen befindet sich das Gelände des ASKÖ Linz-Kleinmünchen. Der 1920 als „Arbeiter-Turn-und-Sport-Verein“ im Gasthaus „Goldenes Schiff“ gegründete Verein ist der älteste Sportverein Kleinmünchens. Neben Turnen und Leichtathletik befasste sich der Verein in der Zwischenkriegszeit auch mit dem Hand- und Faustballspiel. Als Sportstätten dienten zunächst die Feldwiese und im Winter der Turnsaal des Kleinmünchner Gemeindeamtes. Später übersiedelte der Spielbetrieb auf den Platz des Arbeiterheims an der heutigen Ecke Simonystraße/Franz-Kurz-Straße. Nach dem Verbot des Vereins zwischen 1934 und 1945 wurde der Sportbetrieb 1946 wieder aufgenommen und 1949 der Ausbau der eigenen Sportanlage in der Pestalozzistraße begonnen. Zwischen 1975 und 1977 erfolgte der Bau des heute bestehende Sportheims mit Mehrzwecksaal, Buffet, Sauna, Umkleidekabinen und Platzwartwohnung. 1975 wurde auch die Abteilung Kleinmünchen des Großvereins ATSV-Linz in den selbstständigen Verein „ASKÖ Linz-Kleinmünchen“ umgewandelt. 2009 fusionierte der Tennisklub Lißfeld mit dem ASKÖ Kleinmünchen, 2013 erfolgte nach Umbauten die Neueröffnung des Klubhauses. Das Sportangebot des Vereins umfasst heute die Bereiche Turnen, Tennis und Stocksport, die Inlinehockeyanlage wird anderen Vereinen bzw. Teams gegen Gebühr zur Verfügung gestellt.

### Nr. 84 Kindergarten
Der heutige Kindergarten der Stadt Linz wurde zwischen 1888 und 1889 von der Oberösterreichischen Baugesellschaft (H. F. Scheck) als Spital der Gemeinde Kleinmünchen mit zunächst 26 Betten errichtet. Das Gebäude diente später als Säuglingsheim, beherbergte ab 1935 eine Volksschule und ab 1966 einen Kinderhort. Der Hortbetrieb übersiedelte nach der Schließung der dortigen Sonderschule in die Pestalozzistraße 96. Das Gebäude besitzt heute auf Grund von Bombenschäden aus dem Zweiten Weltkrieg nur noch eine vereinfachte Gliederung. Die straßenseitige Ost-Fassade weist ein genutetes Erdgeschoß auf, die Doppelfenster im Obergeschoß besitzen eine gerade Verdachung bzw. Dreieckgiebel. An der Nordseite wurde der Eingangsbereich durch einen Portikus-Vorbau auf Pilastern gestaltet, der nachträglich zu einem Windfang mit Glasziegeln umgestaltet wurde. Die eternitverkleidete Westseite besitzt ein vorspringendes Stiegenhaus-Risalit.

### Nr. 84a, 86, 86a Kommunaler Wohnbau

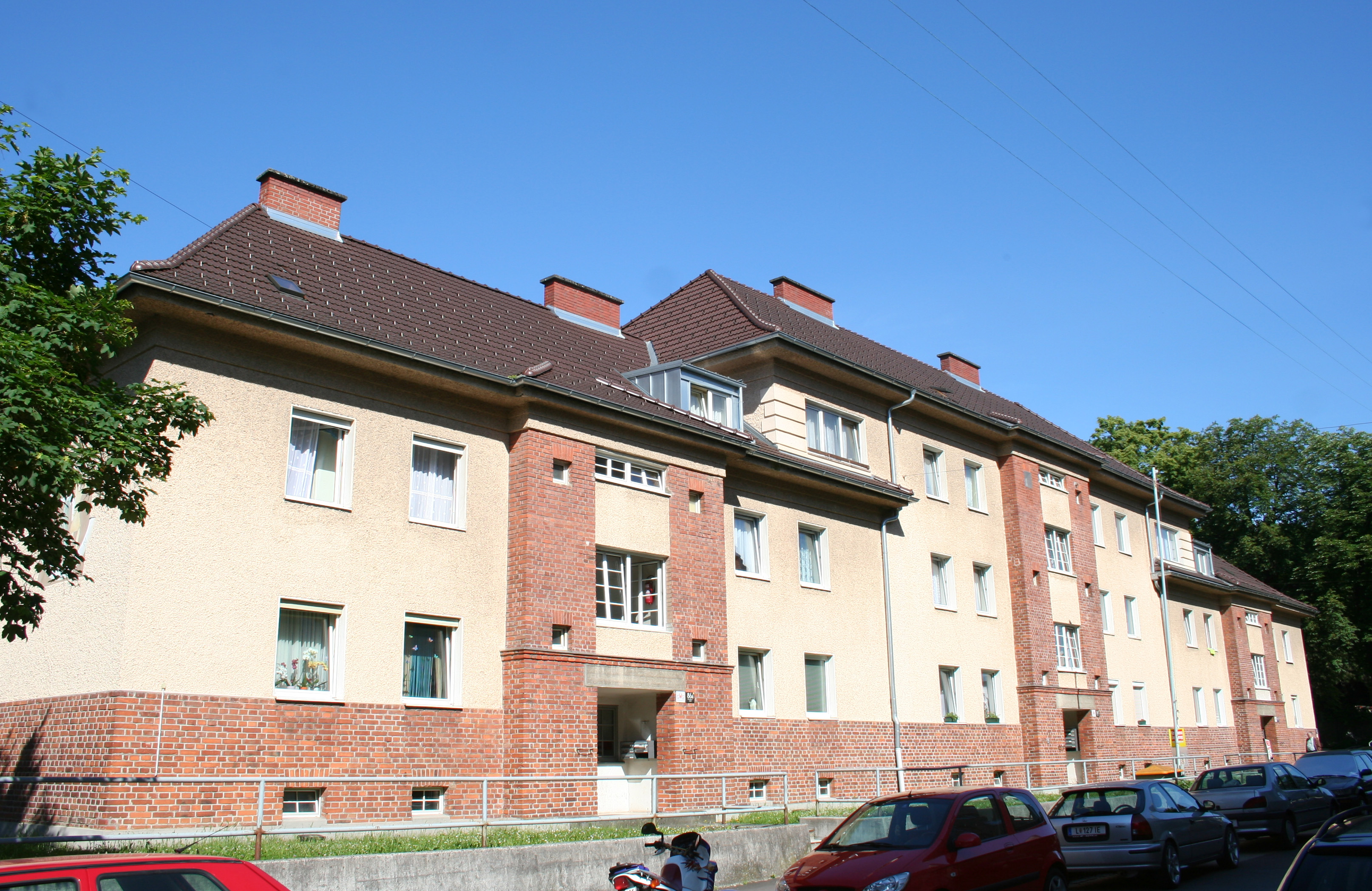
Kommunaler Wohnbau Nr. 84a, 86, 86a

Das Gebäude wurde 1926 vom Stadtbauamt Linz errichtet und vom Architekten Hans Feichtlbauer geplant. Der dreigeschoßiger Mittelteil mit zwei zweigeschoßigen Seitenteilen beherbergt 28 Kleinwohnungen, wobei zwischen 1951 und 1952 der Mansardenausbau erfolgte. Die 15-achsige Fassade ist von einem Wechsel zwischen Klinkerverkleidung und rauen Putzoberflächen geprägt. Als weitere Akzente wurden Sichtbetonstürze der Eingangsportale eingesetzt. Im Inneren des denkmalgeschützten Gebäudes finden sich Holzstiegen.

### Nr. 92 ASKÖ Donau Linz
Die mit drei Fußballfeldern und Tennisplätzen ausgestattete Sportanlage beherbergt den Verein ASKÖ Donau Linz. Die Kampfmannschaft der Sektion Fußball spielt in der fünftklassigen
Landesliga Ost.

### Nr. 94 Turnsaal

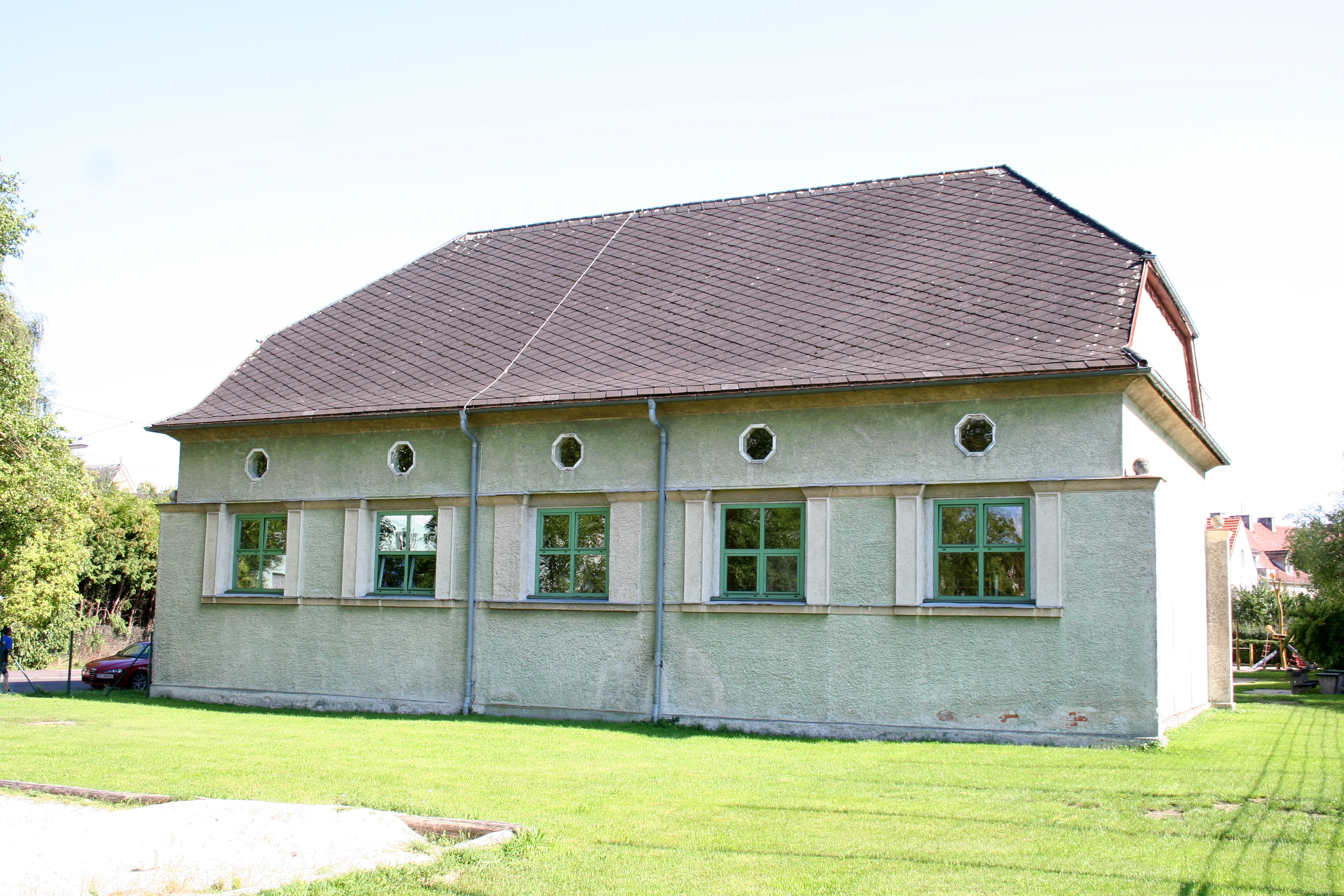
Denkmalgeschützter Turnsaal

Der von der Gemeinde Kleinmünchen zwischen 1923 und 1924 errichtete Turnsaal wurde von der Hoch- und Tiefbaugesellschaft unter Baumeister Adolf Grohmann ausgeführt. Der denkmalgeschützte Bau besitzt einen T-förmigen Grundriss und einen zweigeschoßigen Eingangs- und Garderobentrakt. Der quergestellte Saalbau mit Krüppelwalmdach besitzt an der straßenseitigen Nordfassade eine fünfachsige Gliederung mit quadratischen Pilasten an den Fenstern sowie achteckige Öffnungen unterhalb des Daches.

### Nr. 96 Kinderhort
Der heutige Kinderhort wurde vermutlich in der zweiten Hälfte des 19. Jahrhunderts als Schulbau errichtet und 1921 von der Gemeinde Kleinmünchen aufgestockt. Umbauten erfolgten in den Jahren 1935 und 1963 (Fassadenvereinfachung). Das Gebäude mit vierachsigem Mittelrisalit und Giebel beherbergte lange Zeit die Sonderschule in Kleinmünchen.